# Aliança General de l'Ancianitat

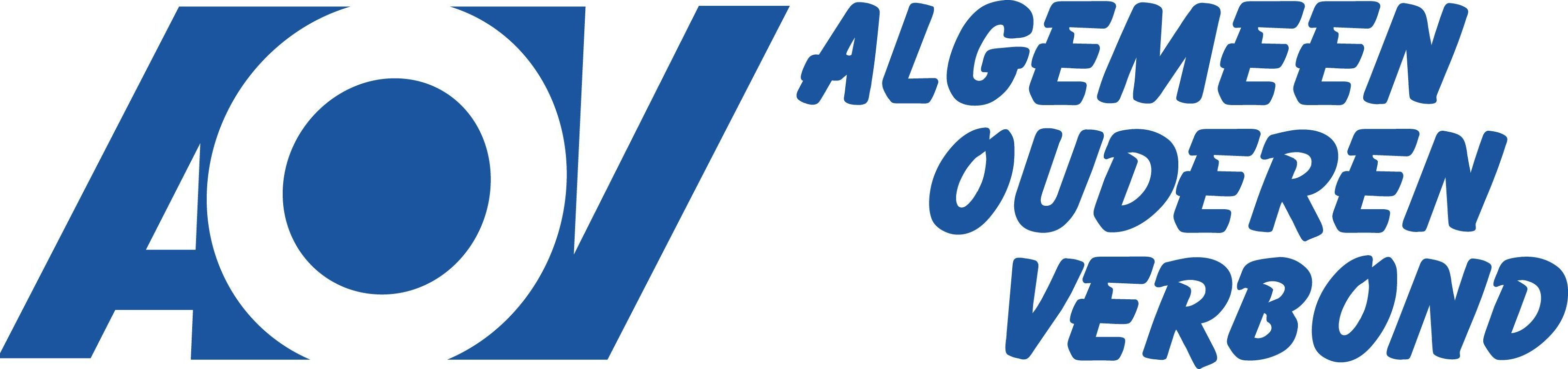
Logotip del partit polític.

Aliança General de l'Ancianitat (neerlandès Algemeen Ouderen Verbond, AOV) fou un partit polític neerlandès fundat l'u de desembre de 1993 a causa dels retalls a les pensions anunciats pel govern de la CDA a les eleccions de 1994, durant la campanya va organitzar manifestacions de protesta i va obtenir 6 escons.
La tardor de 1994 esclatà un conflicte intern entre els dos fundadors, Nijpels i Batenburg que acabà en escissió interna. El 1995 va obtenir dos escons a l'Eerste kamer, un dels quals es proclamà independent i l'altra es va unir finalment al CDA. A les eleccions de 1998 es presentà plegats amb Unió 55+ (Ouderenunie), però no van assolir representació i es va dissoldre.